# Mladen Lorković
Mladen Lorković (Zagreb, 1. ožujka 1909. – Lepoglava?, kraj travnja 1945.), bio je hrvatski političar, u doba NDH ministar vanjskih poslova, od 1944. unutarnjih poslova i jedan od organizatora urote Lorković-Vokić.

## Životopis
Mladen Lorković rođen je u Zagrebu 1909. u obitelji političara i pravnika Ivana Lorkovića, koji je sin ekonomista Blaža Lorkovića. Brat je Blaža, diplomata NDH, Radoslava, inženjera i Zdravka, svjetski uglednog entomologa, te pijanistice Vlaste udate Debelić. Već kao gimnazijalac aktivni je pristaša Hrvatske stranke prava. Studira pravo u Zagrebu. Zbog političkog djelovanja nakon uvođenja Šestosiječanjska diktature prijeti mu uhićenje, pa 15. studenog 1929. godine odlazi u emigraciju. Nastavlja studij prava u Innsbrucku te u Berlinu gdje postiže doktorat. Postaje bliski suradnik Ante Pavelića i predstavnik ustaškog pokreta za Njemačku, a zatim i za sve europske zemlje osim Italije. Ustašku prisegu položio je 1934. godine. Nakon atentata na kralja Aleksandra kraće vrijeme u Njemačkoj je zatvoren. Pušten je sredinom veljače 1935. godine odlukom suda koji odbija njegovo izručenje Jugoslaviji. Godine 1937. biva u Njemačkoj ponovno uhićen i saslušavan te nakon što je pušten privremeno se sklanja u Mađarsku.
Godine 1939. vraća se u Jugoslaviju. Uz Milu Budaka najistaknutiji povratnik. Suradnik je glasila Hrvatski narod i urednik ilegalnog glasila Hrvatska pošta. Godine 1940. po odredbi vlasti Banovine Hrvatske zatvoren je u Lepoglavi, a zatim u logoru za političke zatvorenike Krušćica kraj Travnika. Godine 1941. bježi iz logora. U Zagrebu sudjeluje u pripremama za proglašenje NDH.

### NDH
Jedan je od petorice potpisnika izjave od 30. ožujka 1941. (potpisana 5. svibnja 1941.), koja sadrži proglašenje NDH i poziv Njemačkoj da tu državu prizna i pruži joj zaštitu. Nakon uspostave Nezavisne Države Hrvatske, Pavelić ga, 9. lipnja 1941., imenuje za ministra vanjskih poslova. (U početku je Pavelić sam nosio tu funkciju, da osigura potpisivanje Rimskih ugovora.)
U govoru 27. lipnja 1941. sažeo je nakane vodstva NDH prema nacionalnim manjinama u granicama NDH (1,8 milijuna Srba i oko 40,000 Židova):

Hrvatski se narod mora očistiti od svih elemenata, koji su za taj narod nesreća, koji su tome narodu tuđi i strani, koji u tom narodu rastvaraju njegove zdrave snage, koji su taj narod kroz desetljeća i stoljeća gurali iz jednog zla u drugo. To su naši Srbi i naši Židovi.

Kao ministar vanjskih poslova, vodi pronjemačku politiku, nastojeći suzbiti talijanske pretenzije prema teritoriju NDH (reokupacija Druge i Treće zone u kolovozu i rujnu 1941.). U studenom 1941. prilikom posjeta Njemačkoj, Adolf Hitler ga je odlikovao Velikim križem njemačkog orla s lentom.
Priprema "Spomenicu" o talijanskoj suradnji s četnicima, koju predaje talijanskom ministru vanjskih poslova grofu Cianu 26. siječnja 1943. godine.
U travnju 1943. godine umiješan je u aferu oko krijumčarenja zlata, zbog koje je šef njegovog kabineta Ivo Kolak osuđen na smrt i pogubljen. 23. travnja 1943. godine razriješen je dužnosti ministra vanjskih poslova. Imenovan je državnim ministrom (ministar bez resora) u predsjedništvu vlade, zaduženim za poslove s njemačkom vojskom. U toj je funkciji u stalnom kontaktu s njemačkim vojnim predstavnikom, generalom Glaiseom von Horstenauom, koji je vrlo kritičan prema ustaškom režimu.
Tijekom ljeta i do kraja rujna 1943. godine kao predstavnik ustaškog režima vodi pregovore o mogućoj koalicijskoj vladi s potpredsjednikom HSS-a Augustom Košutićem, ali pregovori bivaju prekinuti bez rezultata. 3. rujna 1943. godine šalje pismo Paveliću u kojem ga poziva na izmjenu državne politike u svrhu stabilizacije cjelokupnog stanja u NDH.
Imenovan je za ministra unutarnjih poslova 11. listopada 1943. godine.

## Urota Lorković-Vokić
U svibnju 1944. godine, zajedno s Antom Vokićem, ministrom oružanih snaga, održava tajni sastanak s predstavnicima HSS-a Augustom Košutićem i Ivankom Farolfijem. To je početak tzv. "puča Lorković-Vokić". Razrađivani su planovi da se, uz pomoć domobranstva kao regularne hrvatske vojske, NDH okrene protiv Njemačke i prijeđe na stranu Saveznika.
Nije se radilo o pravom puču, jer zavjerenici su o svojim planovima obavijestili Pavelića, koji im je neko vrijeme pružao podršku. Međutim, 21. kolovoza 1944. Pavelić je o djelatnosti ove grupe obavijestio generala Siegfrieda Kaschea, njemačkog poslanika u Hrvatskoj. Na sjednici vlade održanoj noću 30. kolovoza 1944., Pavelić razotkriva urotu i naređuje uhićenje njenih sudionika. Jedino je August Košutić uspio prebjeći na oslobođeni teritorij k partizanima (gdje će ga ovi ubrzo zatvoriti).
Posljedicu Mladenova pada osjetila je i obitelj: supruzi njegova brata Radoslava Meliti ustaše su već 1944. izrekli zabranu javnih nastupa, a strukovni revolucionarni “sud časti” nakon završetka rata samo ju je potvrdio.

## Smrt
Zavjerenici su zatvoreni u Lepoglavu. Pretpostavlja se da je Lorković u zatvoru ubijen krajem travnja 1945. godine, pred bijeg ustaša iz zemlje, kao i Ante Vokić i HSS-ovci Ivanko Farolfi i Ljudevit Tomašić. Ostali zavjerenici su tada bili pušteni.
Jedna ulica u zapadnom Mostaru nosila je ime Ulica Vokića i Lorkovića, ali je srpnju 2022. preimenovana i sada se zove Ulica Tina Ujevića.

## Djela
- Postanak Države SHS, Doktorska dizertacija na Sveučilištu u Berlinu
- Narod i zemlja Hrvata., (Zagreb, 1939., 2. izd. Zagreb, 1996., pretisak izdanja iz 1939., Split, 2005.)
- Međunarodni politički položaj Hrvatske, (1942.)
- Spomenica, (1942.)
- Odmetnička zvjerstva i pustošenja u Nezavisnoj Državi Hrvatskoj, (1943.)
- Pod jednom kapom, (1944.)
- Hrvatska u borbi protiv boljševizma, (1944., objavljena iste godine i u njem. prijevodu Kroatiens Kampf gegen den Bolschewismus)